# TT Fusion
TT Fusion (wcześniej znane jako Embryonic Studios, przed nabyciem przez TT Games) – firma software house. Jej siedziby znajdują się w Wilmslow oraz Cheshire. Firma została utworzona przez kluczowe osoby Gizmondo/Warthog i została przejęta przez Traveller’s Tales (część grupy TT Games) w 2007 roku.

## Tytuły
- 2007 – Lego Star Wars: The Complete Saga (Nintendo DS)
- 2008 – Lego Indiana Jones: The Original Adventures (Nintendo DS)
- 2008 – Lego Batman: The Video Game (Nintendo DS)
- 2008 – Guinness World Records: The Video Game (Wii / Nintendo DS / iOS)
- 2009 – Lego Indiana Jones 2: The Adventure Continues (PlayStation Portable / Nintendo DS)
- 2009 – Lego Rock Band (PlayStation 3 / Xbox 360 / Wii)
- 2010 – The Lord of the Rings: Aragorn's Quest (PlayStation 3  / PlayStation 2  / PlayStation Portable / Nintendo DS)[2]
- 2010 – Lego Harry Potter: Lata 1–4 (PlayStation Portable / Nintendo DS / iOS)
- 2011 – Lego Star Wars III: The Clone Wars (PlayStation Portable / Nintendo DS)
- 2011 – Lego Piraci z Karaibów (wersje mobile)
- 2011 – Lego Harry Potter: Years 5-7 (wersje mobile)
- 2012 – Lego Batman 2: DC Super Heroes (wersje mobile)
- 2012 – Lego The Lord of the Rings (wersje mobile)
- 2012 – Spy Hunter
- 2013 – Lego City Undercover
- 2013 – Lego City Undercover: The Chase Begins
- 2013 – Lego Legends of Chima: Laval's Journey
- 2013 – Lego Marvel Super Heroes (wersje mobilne)
- 2014 – The Lego Movie Videogame
- 2014 – Lego The Hobbit (wersje mobile)
- 2014 – Lego Batman 3: Beyond Gotham (wersje mobile)
- 2015 – Lego Ninjago: Shadow of Ronin
- 2015 – Lego Jurassic World
- 2016 – Lego Marvel’s Avengers (wersje mobilne)
- 2016 – Lego Star Wars: The Force Awakens